# Asperula lasiantha
Asperula lasiantha là một loài thực vật có hoa trong họ Thiến thảo. Loài này được Nakai mô tả khoa học đầu tiên năm 1938.